# Вербовецька сільська рада (Теребовлянський район)
Вербовецька сільська́ ра́да — адміністративно-територіальна одиниця та орган місцевого самоврядування в Теребовлянському районі Тернопільської області. Адміністративний центр — село Вербівці.

## Загальні відомості
- Вербовецька сільська рада утворена в 1939 році.
- Територія ради: 4,564 км²
- Населення ради: 892 особи (станом на 2001 рік)
- Територією ради протікає річка Звиняч.

## Населені пункти
Сільській раді були підпорядковані населені пункти:
- с. Вербівці

## Склад ради
Рада складалася з 12 депутатів та голови.
- Голова ради: Головата Катерина Богданівна
- Секретар ради: Василик Оксана Антонівна

### Керівний склад попередніх скликань
| Прізвище, ім'я, по батькові  | Основні відомості                                                               | Дата обрання | Дата звільнення |
| ---------------------------- | ------------------------------------------------------------------------------- | ------------ | --------------- |
| Козачок Василь Ігорович      | Сільський голова, 1978 року народження                                          | 26.03.2006   | 31.10.2010      |
| Головата Катерина Богданівна | Сільський голова, 1964 року народження, освіта середня спеціальна, позапартійна | 31.10.2010   |                 |

Примітка: таблиця складена за даними сайту Верховної Ради України

### Депутати
За результатами місцевих виборів 2010 року депутатами ради стали:

#### За суб'єктами висування
| Суб'єкт висування | Кількість обраних депутатів | %   |
| ----------------- | --------------------------- | --- |
| Самовисування     | 12                          | 100 |

#### За округами
| № округу | Прізвище, ім'я, по батькові  | Дата визнання обраним | Освіта             | Партійна приналежність                | Відомості про обраного депутата                          |
| -------- | ---------------------------- | --------------------- | ------------------ | ------------------------------------- | -------------------------------------------------------- |
| 1        | Шмирко Ігор Антонович        | 01.11.2010            | середня спеціальна | член Політичної партії «Наша Україна» | Вербовецька загальноосвітня школа І-ІІ ст., завгосп      |
| 2        | Шмігель Оксана Юліанівна     | 01.11.2010            | середня спеціальна | позапартійна                          | Вербовецька сільська рада, тех.працівник                 |
| 3        | Гатлан Оксана Іванівна       | 01.11.2010            | вища               | член Політичної партії «Наша Україна» | Дитячий садок с. Ласківці, завідувачка                   |
| 4        | Штельма Анізія Михайлівна    | 01.11.2010            | вища               | член Єдиного Центру                   | Будинок культури с. Вербівці, директор                   |
| 5        | Книш Ольга Михайлівна        | 01.11.2010            | середня спеціальна | позапартійна                          | Вербовецький фельдшерсько-акушерський пункт, завідувачка |
| 6        | Дригуш Світлана Дмитрівна    | 01.11.2010            | вища               | позапартійна                          | Дитячий садок с. Вербівці, завідувачка                   |
| 7        | Павлишин Степан Євгенович    | 01.11.2010            | середня спеціальна | позапартійний                         | тимчасово не працює                                      |
| 8        | Клебан Марія Мирославівна    | 01.11.2010            | середня спеціальна | позапартійна                          | Вербовецька сільська рада, бухгалтер                     |
| 9        | Пліш Галина Михайлівна       | 01.11.2010            | середня            | позапартійна                          | Укрпошта с. Вербівці, листоноша                          |
| 10       | Підперигора Марія Степанівна | 01.11.2010            | середня            | позапартійна                          | тимчасово не працює                                      |
| 11       | Притула Леся Степанівна      | 01.11.2010            | середня спеціальна | позапартійна                          | Психо-неврологічна лікарня с. Буданів, медсестра         |
| 12       | Василик Оксана Антонівна     | 01.11.2010            | середня спеціальна | позапартійна                          | Вербовецька сільська рада, секретар                      |